# Kinokawa
Kinokawa (japanska: 紀の川市?, Kinokawa-shi) är en stad i Wakayama prefektur i Japan. Staden skapades 2005 genom en sammanslagning av kommunerna Kishigawa, Kokawa, Momoyama, Naga och Uchita.